# Alois Neurath
Alois Neurath (29. srpna 1886 Vídeň – 25. dubna 1955 Stockholm) byl československý politik německé národnosti a meziválečný poslanec Národního shromáždění za Komunistickou stranu Československa.

## Biografie
Měl titul doktora práv a pracoval jako novinář. Okolo roku 1910 se přestěhoval do Liberce, kde působil jako redaktor a stranický funkcionář rakouské sociální demokracie, jejímž členem se stal roku 1909 ve Vídni. Roku 1910 navštěvoval první stranickou školu v Podmoklech, pak byl tajemníkem mládežnické stranické organizace v Liberci. Patřil k levicovému křídlu strany a vydával jeho tiskový orgán Vorwärts. Za první světové války sloužil v armádě.
Na počátku 20. let 20. století patřil k levicovému křídlu Německé sociálně demokratické strany dělnické v ČSR, které se připojilo ke KSČ. V roce 1924 byl v rámci KSČ jednou z hlavních postav levicové skupiny, která kritizovala jako centristickou politiku, kterou praktikoval Bohumír Šmeral.
V parlamentních volbách v roce 1925 získal mandát v Národním shromáždění za KSČ. Podle údajů k roku 1926 byl profesí redaktorem v Praze. V roce 1929 byl v souvislosti s nástupem skupiny mladých, radikálních komunistů (takzvaní Karlínští kluci), kteří do vedení KSČ doprovázeli Klementa Gottwalda, odstaven od moci. V červnu 1929 vystoupil z poslaneckého klubu KSČ (respektive byl ze strany vyloučen) a v parlamentu se stal členem nového poslaneckého klubu nazvaného Komunistická strana Československa (leninovci).